# Есперия
Еспѐрия (на италиански: Esperia) е малко градче и община в Централна Италия, провинция Фрозиноне, регион Лацио. Разположено е на 370 m надморска височина. Населението на общината е 3978 души (към 2010 г.).